# Вепхвадзе, Иван (Джованни) Алексеевич
Иван Алексеевич Вепхвадзе (13 марта 1949, Тбилиси — 3 мая 2016, Тбилиси) — грузинский, советский художник, писатель, переводчик. Известен под именем Джованни Вепхвадзе. Представитель третьего поколения династии художников Вепхвадзе. С 1976 года член Союза художников СССР.

## Биография
Отец Алексей Иванович Вепхвадзе (1921—1982) — Заслуженный художник Грузинской ССР, Лауреат Сталинской премии 1951 года.
Мать — Елизавета Рубеновна Баятян, окончила факультет хорового дирижирования Тбилисской государственной консерватории, работала во 2-м музыкальном училище г. Тбилиси.
Дед — Иван Алексеевич Вепхвадзе, родоначальник династии, Заслуженный деятель искусств Грузинской ССР, Народный художник Грузинской ССР, награждён орденом Трудового Красного Знамени.

## Творчество

### Живопись
В 1967 году Джованни поступил в Тбилисскую Государственную Академию художеств на факультет живописи, которую окончил в 1973 году дипломной работой «В мастерской Бека Опизари». (находится в Москве)
В 1973 году был зачислен в творческую мастерскую живописи Академии художеств СССР под руководством Народного художника СССР Уча Джапаридзе, которую окончил в 1976 году отчетной работой «Реставрация храма Гелати».
В 1976 году Джованнии совершил творческую командировку в Германию, где работал над фреской.
В 1991 году посетил Италию, где создал ряд полотен на тему городов Италии.
Произведения Ивана (Джованни) Вепхвадзе публиковались на страницах многих центральных журналов как в СССР, так и за рубежом.
С 1981 по 2007 год преподавал в Тбилисском художественном училище им. Я. Николадзе.
Работы художника представлены в музеях Грузии, Казахстана, России и частных коллекциях Армении, Азербайджана, Италии, Великобритании, Франции, Германии, Люксембурга, Голландии, Турции, США, Греции, Китая, Индии, Израиля, Литвы, Польши, Украины, Пакистана

### Языкознание
Помимо грузинского и русского языков, Джованни Вепхвадзе владел итальянским, испанским, французским, португальским и английским языками.
В 1973 году окончил курсы иностранных языков Министерства высшего и среднего образования Грузинской ССР по испанскому языку.
В 1973 году окончил Государственные центральные курсы заочного обучения иностранным языкам «Ин-яз» в Москве, итальянский язык, там же изучал испанский.

## Выставки

### Участие в республиканских и международных выставках.
- 1970 − 100 лет со дня рождения Ленина (Молодёжная выставка, Тбилиси) «Ленин в Смольном» 1970, «Ленин в Лондоне» 1970, «Мастерская И. А. Вепхвадзе» 1969
- 1973 — Национальная галерея(прежде ГКГ- Государственная картинная галерея) Архивная копия от 16 ноября 2017 на Wayback Machine, «Слава труду» Натюрморт 1973, х.м.65х45.
- 1975 — Национальная галерея Грузии, к 30-летию Победы — «Свалка», 1975,х.м.80х120, «Химики» 1975, х.м.100х100.
- 1976 — Выставка произведений художников Закавказских республик, посвящённой XXV съезду КПСС (буклет)
- 1976 — Национальная галерея Грузии, Республиканская выставка молодых художников, «Синтез» 1976, х.м.100х130
- 1977 — 1-22 августа, Вильнюс, выставка Всесоюзный пленер живописцев. Картины «Старый Вильнюс» 80х60, «Вильнюс» 50х65, «Панорама Вильнюса» 85х68, «Вильнюсский двор» 45х45 (буклет)
- 1979 — Выставка произведений молодых художников, Москва — «Диспут» 1979, х.м.170х130, «Кеиноба» 1979, х.м.100х100
- 1980 — К 35-летию со дня Победы (Тбилиси)- «Повара» 1980
- 1981 — Modern Soviet Painting ‘81, Tokyo, Gekkoso Gallery, 1981,"Кеиноба". 1979 х.м 100х100
- 1987 — Изобразительное искусство Грузинской ССР (Дом художника) Тбилиси — «Химики», 1976, х.м.100х100, «Мой Тбилиси», 1977, х.м.115х95, «Зрелище» 1979 х.м.72х80, «Студенты» 1981, х.м.100х100, «Старый Тбилиси» 1986, х.м.100х120. Каталог издан в Москва, Изд. «Советский художник»
- 1990 — «Краски Грузии» г. Вилебадесен (Германия) — (буклет)
- 1998 — Национальная галерея, Греция в современной грузинской живописи («Гречанка», х.м. 1996)
- 1999 и 2001 — Modern Art Galery, Тбилиси — Грузинская живопись. Мастера XX века (натюрморты).
- С 2000—2017 различные выставки в Грузии, России и за рубежом [источник не указан 1677 дней]

### Всесоюзные выставки
- Всесоюзная выставка, посвящённая XXX-летию Великой победы, Москва(1975) картина «1945 год» 1975, х.м.80х120
- Всесоюзная выставка произведений молодых художников, «Молодость страны», Москва(1976) -«Химики» 1975 х.м.100х100
- Всесоюзная художественная выставка «Слава труду»(1976)
- Всесоюзная выставка, посвящённая 60-летию Великой октябрьской социалистической революции, Москва, «По ленинскому пути» (1977) — картины «1917 год» Архивная копия от 16 мая 2015 на Wayback Machine, 1977, х.м.150х100, Москва, «Советский художник», 1977
- Всесоюзная выставка, посвящённая 60-летию ВЛКСМ," Молодая гвардия страны Советов", Москва(1978) — «Эксперимент» Архивная копия от 16 ноября 2017 на Wayback Machine 1978 х.м.160х160,
- Всесоюзная художественная выставка"Мы строим коммунизм", Москва(1981) — картина «Жюри Архивная копия от 16 мая 2015 на Wayback Machine», 1980,х.м. 100х130. Москва, «Советский художник», 1981
- Всесоюзная VII выставка произведений молодых художников, Москва (1981)- «Перспектива. Молодые ученые» 1981, х.м.140х20
- «Молодость страны» Архивная копия от 14 ноября 2017 на Wayback Machine посвящённая XIX съезду ВЛКСМ, г. Москва (ЦВЗ «Манеж», 1982)
- «Спорт в искусстве молодых»
- «Мы строим коммунизм»(1984)
- «40 лет победы» (1985) [источник не указан 1677 дней]

## Личная жизнь
Джованни Вепхвадзе был дважды женат
Первый брак с 1979 по 1982.
Дочь Доменика (род. 1980), художник.
Второй брак с 1984 и до смерти. Супруга Марина Мардиева (в замужестве — Вепхвадзе)
Сын Бруно (род. 1986), член Союза художников Грузии.
Джованни Вепхвадзе скончался 3 мая 2016. Похоронен в Дидубийском пантеоне писателей и общественных деятелей Грузии 